# سولکونازول
سولکونازول (انگلیسی: Sulconazole) (با نام تجاری Exelderm) یک داروی ضد قارچ از کلاس ایمیدازول است. این دارو به صورت کرم یا محلول برای درمان عفونت‌های پوستی مانند پای ورزشکاران، درماتوفیتوز، تینیا کروریس و تینه‌آ ورسیکالر در دسترس است. این دارو اگرچه به صورت تجاری برای کنترل حشرات استفاده نمی‌شود، نیترات سولکونازول یک اثر ضد تغذیه قوی بر روی لارو سوسک فرش استرالیایی هضم کننده کراتین Anthrenocerus australis نشان می‌دهد.